# Mariano Brull Caballero
Mariano Brull Caballero (Camagüey, 24 de febrer de 1891 - L'Havana, 8 de juny de 1956) fou un poeta cubà associat generalment amb el moviment simbolista francès. Dos autors simbolistes que el varen influenciar fortament foren Stéphane Mallarmé i Paul Valéry. Entre els poetes cubans de la primera meitat del segle xx, Brull va ser el més notable dels que es dedicaven a la poesia pel pur plaer de fer-ho, per oposició als que tractaven qüestions socials o s'inspiraven en la cultura dels cubans d'ascendència africana. Degut al seu interès per la sonoritat de les paraules, se'l coneix per un tipus de poesia anomenat “jitanjáfora” en el que les paraules no tenen pràcticament cap sentit, essent la seva sonoritat el que importa. Diplomàtic de carrera, va viure molts anys a diversos països d'Europa i Amèrica.

## Joventut
Brull va néixer a Camagüey, a l'est de Cuba, on el seu pare, Miguel Brull, oficial de l'exèrcit espanyol, estava destinat. La seva mare, Celia Caballero, era descendent d'una família de terratinents que hi havia residit des de feia moltes generacions. De nen va viure a Ceuta (colònia espanyola al nord d'Àfrica) i Màlaga (ciutat del sud d'Espanya). Va ser durant els seus anys d'adolescència, quan estudiava a Camagüey, que va descobrir la seva passió per la poesia. Ell i altres estudiants varen fundar una revista de vida efímera on escrivien poemes i assaigs. Àvid lector de quanta poesia li queia a les mans, el jove Brull quedà especialment impressionat per l'obra dels poetes simbolistes francesos.
L'any 1908 es va traslladar a l'Havana on va assistir a la universitat, obtenint el doctorat en dret als 22 anys. Va treballar en un bufet d'advocats, però també escrivia poesia per a la revista El Fígaro. Durant els anys 1914-15 va formar part d'un petit grup que s'havia format al voltant del crític literari dominicà Pedro Henríquez Ureña. Aquest Henríquez, convençut que Brull tenia futur com a poeta, es convertí en el seu mentor, el va presentar a diversos editors i li va suggerir la lectura de poetes amb els que Brull no estava familiaritzat.
L'any 1916 va publicar el seu primer llibre de poesia, La casa del silencio. Poc després es va casar amb Adela Baralt i, fent un gir professional, va ingressar en el servei diplomàtic cubà. Brull estava decidit a abandonar Cuba, un país esgotat per tants anys de lluita per la independència i preocupat pels problemes a que s'ha d'enfrontar qualsevol nació nova, on les arts es trobaven en una situació confusa i anèmica, indiferents als grans experiments (cubisme, futurisme, etc.) que tenien lloc a Europa.

## Vida diplomàtica
Malgrat la seva impaciència per arribar a Europa, els primers països on va ser enviat com a diplomàtic foren els Estats Units i el Perú. A mitjans dels anys vint va ser destinat a Madrid. Allí va tenir la sort de participar en les tertúlies dels cafès literaris freqüentades per molts dels millors poetes que Espanya produiria durant el segle XX: Federico García Lorca, Rafael Alberti, Jorge Guillén, Vicente Aleixandre i tants d'altres. Mentre visqué a Madrid, alguns dels primers poemes de Brull foren publicats a París en una traducció francesa.
L'any 1923 Brull es va unir a uns seixanta professionals joves de l'Havana que havien decidit prendre una postura pública enfront de la passivitat i mediocritat regnants en la política i la cultura. Anomenat El Grupo Minorista, exigia la fi d'anys d'endarreriment cultural i una afirmació enèrgica de les noves tendències artístiques que es revelaven a Europa. En política, denunciaven les dictadures en general i demanaven la formació d'un govern cubà que fos més sensible a la voluntat del poble.
L'any 1928 va publicar el seu segon llibre de poesia, Poemas en menguante. Tot i que també es va publicar a París, ciutat on ara vivia, estava escrit en espanyol. Tots els seus llibres es publicaven en edicions reduïdes per a amics i familiars, pagades de la seva pròpia butxaca.
Els Brull visqueren a París entre els anys 1927 i 1934, amb només dues interrupcions, d'un any cadascuna, a Berna i l'Havana. El retorn dels Brull a l'Havana va coincidir amb nombrosos disturbis i manifestacions en què els estudiants s'enfrontaven a la policia del govern del president Gerardo Machado, un dictador cada vegada més despietat.
Brull va passar els anys de la Gran Depressió de tornada a París. Viatjava dos o tres cops per any, visitant amb freqüència l'Havana per asuntas diplomàtics, el sud d'Espanya, país de la seva infantesa, i la Ciutat de Mèxic, on visitava els seus amics Gabriela Mistral, la poetessa xilena, Alfonso Reyes, l'home de lletres mexicà, i d'altres.
L'any 1934 el seu tercer llibre de poesia, Canto redondo, va aparèixer a París. Entre aquest any i el 1937 va estar destinat a Roma, on el feixisme estava viu i prosperava.
Un cop traslladat a Brussel·les (per segona vegada) a la fi dels anys 30, Brull es va encarregar d'atendre el gran nombre de jueus alemanys que, a la recerca d'un visat per emigrar, feien cua davant de les legacions i ambaixades de nombrosos països. Durant aquells anys va ser el delegat de Cuba a la XVII Reunió de l'Assemblea de la Societat de Nacions i, a més, comissari per a la repatriació de cubans que fugien de la Guerra Civil espanyola. Brull –malgrat el desacord de la majoria de col·legues i amics- estava convençut de la imminència d'una nova guerra general europea i va urgir el ministeri perquè el traslladés de nou a l'Havana. Va abandonar Europa el juny de 1939. El vaixell que, un any més tard, transportava tots els efectes domèstics dels Brull de tornada cap a Cuba fou torpedinat pels alemanys i enfonsat.
L'any 1939, va aparèixer a París un llibre bilingüe (francès - espanyol), Poëmes, amb un prefaci escrit per un dels més grans literats de la França d'aquell temps, Paul Valéry. Brull havia estat treballant durant molts anys en la traducció a l'espanyol dels dos poemes més famosos –i difícils- de Valéry: “Le Cimetiére Marin” (El cementiri marí) i “La Jeune Parque” (La jove parca).
A Cuba, Brull va ser un dels principals organitzadors d'un congrés de l'Institut Internacional de Cooperació Intel·lectual, celebrat l'any 1941. Aquesta organització estava composta per intel·lectuals de primera fila que creien que un intercanvi d'idees ajudaria a trobar solució a les tensions dels anys 30 i la violència de la Segona Guerra Mundial. Brull admirava les persones capaces de ser gent d'acció i de pensament alhora: l'actitud estàtica de la famosa escultura de Rodin, “El Pensador”, no era del seu grat. L'heroi de Brull era el periodista i poeta cubà, José Martí, responsable d'organitzar la resistència cubana al govern d'Espanya, i que va morir en el decurs d'una escaramussa amb soldats espanyols durant la Guerra d'Independència de Cuba.
El seu cinquè llibre de poesia, Solo de rosa, va aparèixer en aquells anys. Els seus poemes també van veure la llum a les principals publicacions literàries: Social, Gaceta del Caribe, Espuela de Plata, Clavileño, Orígenes i El Figaro. Va mantenir llargues converses amb el poeta espanyol exiliat, Juan Ramón Jiménez, el tipus de poesia del qual era semblant al seu.
Durant els anys de la Segona Guerra Mundial, Brull va estar destinat a Washington D. C., i l'any 1945 va ser enviat a Ottawa per establir-hi la primera missió diplomàtica cubana al Canadà.
L'any 1950, altre cop a Brussel·les, va publicar Temps en peine. Tiempo en pena, edició bilingüe. I també a Brussel·les, la seva esposa, després d'anys de lluitar amb un càncer, va trobar la mort.
El seu últim càrrec va ser el d'ambaixador de Cuba a Uruguai. Tanmateix, es va negar a complir una ordre del dictador cubà, Fulgencio Batista, i va renunciar-hi de forma abrupta, posant fi a 47 anys de carrera en el servei diplomàtic cubà. Aquell mateix any (1954) va aparèixer a París el darrer llibre de poemes que publicaria: Rien que... (Nada más que...).

## Darrers anys
De nou a l'Havana, la seva atenció es va centrar en la modernització de la finca ramadera que havia heretat de la seva mare. Però el desenvolupament d'un tumor cerebral el va anar debilitant de mica en mica, fins a deixar-lo en estat de coma. Va morir el 1956 a l'edat de seixanta-cinc anys.

## Trets literaris
El primer llibre de Brull, La casa del silencio, és un bon exemple de modernisme hispànic, tot i participar d'influència simbolista i un toc de romanticisme tropical. Ja s'hi troben temes que seran recurrents en Brull: l'ideal de bellesa i l'exploració del món anímic com evasió de la desagradable realitat del món, l'època i la història.
La influència de l'espanyol, Juan Ramón Jiménez, i del mexicà, Enrique González Martínez, s'hi fa evident. Però aquests poemes són obra d'un aprenent; hauran de passar nou anys entre la publicació de la seva primera col·lecció de poesies i la segona, uns anys en els quals va madurar, especialment després de la seva arribada a Europa.
En el seu segon llibre, Poemas en menguante, Brull adopta el simbolisme, tot i que alguns poemes el mostren encara lluitant per assimilar del tot el nou estil. Ell mateix es troba immers en l'acalorat debat dels poetes de la seva generació sobre si el simbolisme, art com a pura abstracció, significava la deshumanització de l'art. Brull va deixar clar que la poesia era la purificació de pensament i forma, però mai una abstracció. No obstant això, simbolisme i deshumanització estaven fermament associats en la ment de molts. Va ser freqüent escoltar dures crítiques del simbolisme, també a Cuba.

### Els sons
Pedra angular de la poesia de Brull és la paraula com a material sonor. Es pot trobar aquest interès pels sons en els esforços de Mallarmé i Valéry per assolir poesia pura, però també en els romanços de la tradició poètica espanyola, una font que va atreure a altres poetes en llengua espanyola, essent el més famós García Lorca. Experiments similars pel que fa al joc amb la sonoritat de les paraules es podien trobar en les literatures italiana, alemanya i anglesa dels anys 20 i abans.
L'art creatiu de Brull pel que fa a l'ús dels sons mitjançant jocs de paraules i experiments fonètics varis podien crear un univers de “màgic encanteri”. El grau d'insensatesa que, a vegades, arribava a assolir la combinació d'aquests sons i permutacions lexicològiques va donar com a resultat una poesia que ha arribat a ser coneguda amb el nom de “jitanjàfora” per l'ús que es fa d'aquesta paraula en el poema de Brull “Filiflama... “, compost enterament de paraules inventades:
Filiflama alabe cundre
ala olalúnea alífera
alveola jitanjáfora
liris salumba salífera.
Olivia oleo olorife
alalai cánfora sandra
milingítara girófora
zumbra ulalindre calandra.
De tota manera, aquest interès extremat pels sons no va ser més que un capítol de la poesia de Brull. La “jitanjáfora” fou “una broma verbal, que Brull creava al marge del corpus central de la seva obra poètica, però tanmateix com a conseqüència extrema del desenvolupament d'aquesta”.

### El món dels infants
En alguns dels seus poemes Brull revela interès pels infants, ja sigui per mitjà del mateix tema o per l'ús del llenguatge i els ritmes associats amb les poesies infantils, o bé per ambdues coses. Els versos que va aprendre al sud d'Espanya quan era petit tingueren un impacte durador en ell. Aquests versos formaven part de la poesia tradicional popular que tant apreciava la generació de poetes a la que ell pertanyia.

### Trets típics
Tot i que utilitza l'al·literació i les metàfores en abundància, hi ha alguns trets de la seva obra que la diferencien de la d'altres poetes. Aquests serien:
- Agrupaments de paraules rares[28]
- La doble utilització d'una paraula en un mateix vers, però de manera totalment diferent[29]
- Els jocs de paraules
- La combinació o aparellament d'antònims o de paraules amb significats discordants (“la melodia del perfum”), col·locades sovint entre guions[30]
- Jocs de sonoritats sense sentit i onomatopeies, on s'aprecia la influència del futurisme i el dadaisme.[31]

Brull va privilegiar, en primer lloc, el vers lliure, seguit del vers blanc, encara que ocasionalment s'inclinés pel sonet i altres formes poètiques. Els seus poemes acostumen a ser curts, i el nombre total dels que va escriure és més aviat limitat, dues rares qualitats si ho comparem amb la majoria de poetes hispànics.

### Les roses
La rosa és el motiu principal en la poesia de Brull, el seu símbol preferit: “l'estendard de la perfecció i la permanència en un món transitori”.
Mallarmé havia definit la flor com l'absència de tija i fulles; era la seva manera d'afirmar que la finalitat de l'art és concentrar-se en l'essència. Cap altre poeta cubà va arribar tan lluny com Brull a l'hora de submergir-se en aquesta concepció de la poesia. Però els seus orígens llatinoamericans li impedeixen oblidar del tot tiges i fulles. La contribució de Brull a la poesia cubana és aquest contrapunt entre la concreció i l'ideal.
És a Solo de rosas, recull de poemes en els que el poeta lloa la rosa en la seva essència més pura -fràgil i admirable- i no corrompuda pel pas del temps, on s'aconsegueix de forma més plena un equilibri entre sensualitat i abstracció.
Epitafio de la Rosa
Rompo una rosa y no te encuentro.
Al viento, así, columnas deshojadas,
palacio de la rosa en ruinas.
Ahora—rosa imposible—empiezas:
por agujas de aire entretejida
al mar de la delicia intacta,
donde todas las rosas
-antes que rosa—
belleza son sin cárcel de belleza.

### El no-res
En les seves dues últimes obres, Tiempo en pena i Nada más que..., la poesia de Brull adquireix un to melancòlic, ombrívol i reflexiu, el to d'un viatge cap al forat negre de l'existencialisme, intensificat possiblement per una tragèdia personal (la mort de la seva dona) i la situació del món al voltant seu que semblava estar-se enfonsant (Guerra Civil espanyola i, a continuació, Segona Guerra Mundial).
Al llarg dels anys, sota una claredat formal i expressiva, es pot trobar en la poesia de Brull la seva creixent preocupació pel que ell considerava una degradació permanent del món. Les arrels d'aquesta desolació són evidents en els seus primers poemes en que absència i silenci (descrit sovint com serenor) estan presents, encara que qualsevol neguit quedi esvaït per la visió de la bellesa ideal. En la dècada dels cinquanta, l'absència deixa de ser un concepte amable i comença a virar cap al no res. Brull queda afligit per una visió tràgica de la vida, en la que tot, bellesa inclosa, és concebut com a material a destruir o –paraula que sovint escollia - arruïnar. Un cop el temps ha fet la seva tasca, tan sols resta el no-res. “Mai la poesia cubana no havia assolit un tal grau de desesperació amb aquesta discreció i aïllament”.

## Obra
- La casa del silencio (1916).
- Poemas en menguante (1928).
- Canto redondo (1934).
- Poëmes (1939) (Antologia bilingüe:espanyol-francès).
- Solo de rosa (1941).
- Temps en peine/Tiempo en pena (1950).
- Rien que... (Nada más que...) (1954).